# Michael Salazar
Michael Salazar (New York, 15 novembre 1992) è un calciatore statunitense naturalizzato beliziano, attaccante del Los Angeles Force e della nazionale beliziana.

## Carriera

### Club
Nato negli Stati Uniti, inizia a giocare in varie squadre di college. Grazie alle sue prestazioni nei campionati amatoriali, ha attirato l'interesse da parte di club della MLS. Nel 2016, infatti, viene prelevato dal Montréal Impact, con cui firma un contratto prima dell'inizio della stagione. Il 2 maggio 2017 viene ceduto in prestito all'Ottawa Fury.
Il 28 febbraio 2018 viene girato nuovamente in prestito all'Ottawa Fury con la clausola di ritorno agli Impact in ogni momento, qualora fosse necessario il suo impiego da parte dei quebecchesi.

### Nazionale
Ha fatto il suo debutto nel Belize l'11 giugno 2013 in una partita amichevole contro il Guatemala. Due settimane dopo viene convocato nuovamente in nazionale per partecipare alla CONCACAF Gold Cup.

## Statistiche

### Cronologia presenze e reti in nazionale
| Cronologia completa delle presenze e delle reti in nazionale ― Belize | Cronologia completa delle presenze e delle reti in nazionale ― Belize | Cronologia completa delle presenze e delle reti in nazionale ― Belize | Cronologia completa delle presenze e delle reti in nazionale ― Belize | Cronologia completa delle presenze e delle reti in nazionale ― Belize | Cronologia completa delle presenze e delle reti in nazionale ― Belize | Cronologia completa delle presenze e delle reti in nazionale ― Belize | Cronologia completa delle presenze e delle reti in nazionale ― Belize |
| Data                                                                  | Città                                                                 | In casa                                                               | Risultato                                                             | Ospiti                                                                | Competizione                                                          | Reti                                                                  | Note                                                                  |
| --------------------------------------------------------------------- | --------------------------------------------------------------------- | --------------------------------------------------------------------- | --------------------------------------------------------------------- | --------------------------------------------------------------------- | --------------------------------------------------------------------- | --------------------------------------------------------------------- | --------------------------------------------------------------------- |
| 11-6-2013                                                             | Antigua Guatemala                                                     | Guatemala                                                             | 0 – 0                                                                 | Belize                                                                | Amichevole                                                            | -                                                                     |                                                                       |
| 10-7-2013                                                             | Portland                                                              | Belize                                                                | 1 – 6                                                                 | Stati Uniti                                                           | Gold Cup 2013 - 1º Turno                                              | -                                                                     | 77’                                                                   |
| 14-7-2013                                                             | Sandy                                                                 | Costa Rica                                                            | 1 – 0                                                                 | Belize                                                                | Gold Cup 2013 - 1º Turno                                              | -                                                                     |                                                                       |
| 16-7-2013                                                             | East Hartford                                                         | Cuba                                                                  | 4 – 0                                                                 | Belize                                                                | Gold Cup 2013 - 1º Turno                                              | -                                                                     | 70’                                                                   |
| 8-10-2016                                                             | Belmopan                                                              | Belize                                                                | 1 – 2                                                                 | Honduras                                                              | Amichevole                                                            | -                                                                     | 44’ 72’                                                               |
| 14-1-2017                                                             | Panama                                                                | Panama                                                                | 0 – 0                                                                 | Belize                                                                | Coppa centroamericana 2017 - 1º Turno                                 | -                                                                     | 45’ 89’                                                               |
| 15-1-2017                                                             | Panama                                                                | Belize                                                                | 0 – 3                                                                 | Costa Rica                                                            | Coppa centroamericana 2017 - 1º Turno                                 | -                                                                     |                                                                       |
| 17-1-2017                                                             | Panama                                                                | El Salvador                                                           | 3 – 1                                                                 | Belize                                                                | Coppa centroamericana 2017 - 1º Turno                                 | -                                                                     |                                                                       |
| 20-1-2017                                                             | Panama                                                                | Nicaragua                                                             | 3 – 1                                                                 | Belize                                                                | Coppa centroamericana 2017 - 1º Turno                                 | -                                                                     | 45’                                                                   |
| 22-1-2017                                                             | Panama                                                                | Belize                                                                | 0 – 1                                                                 | Honduras                                                              | Coppa centroamericana 2017 - 1º Turno                                 | -                                                                     | 62’                                                                   |
| 23-3-2018                                                             | Belmopan                                                              | Belize                                                                | 4 – 2                                                                 | Grenada                                                               | Amichevole                                                            | 1                                                                     | 84’                                                                   |
| 23-3-2019                                                             | Georgetown                                                            | Guyana                                                                | 2 – 1                                                                 | Belize                                                                | CONCACAF Nations Legue                                                | -                                                                     | 69’                                                                   |
| 9-9-2019                                                              | Belmopan                                                              | Belize                                                                | 1 – 2                                                                 | Grenada                                                               | CONCACAF Nations Legue                                                | -                                                                     | 53’                                                                   |
| 15-11-2019                                                            | Belmopan                                                              | Belize                                                                | 2 – 0                                                                 | Guyana francese                                                       | CONCACAF Nations Legue                                                | -                                                                     |                                                                       |
| 18-11-2019                                                            | Saint George's                                                        | Grenada                                                               | 3 – 2                                                                 | Belize                                                                | CONCACAF Nations Legue                                                | 1                                                                     |                                                                       |
| 30-1-2022                                                             | Managua                                                               | Nicaragua                                                             | 4 – 0                                                                 | Belize                                                                | Amichevole                                                            | -                                                                     | 45’                                                                   |
| 2-2-2022                                                              | Managua                                                               | Nicaragua                                                             | 1 – 1                                                                 | Belize                                                                | Amichevole                                                            | -                                                                     |                                                                       |
| 25-3-2023                                                             | Belmopan                                                              | Belize                                                                | 1 – 2                                                                 | Guatemala                                                             | CONCACAF Nations Legue                                                | -                                                                     | 78’                                                                   |
| 28-3-2023                                                             | San Cristóbal                                                         | Rep. Dominicana                                                       | 2 – 0                                                                 | Belize                                                                | CONCACAF Nations Legue                                                | -                                                                     |                                                                       |
| Totale                                                                |                                                                       | Presenze                                                              | 19                                                                    |                                                                       | Reti                                                                  | 2                                                                     |                                                                       |